# Campionat d'Espanya de motocròs 1985
La temporada de 1985 del Campionat d'Espanya de motocròs fou la 27a edició d'aquest campionat, organitzat per la Reial Federació Motociclista Espanyola.

## Classificació final

### 125cc
| Posició | Pilot              | Motocicleta | Punts |
| ------- | ------------------ | ----------- | ----- |
| 1       | Juan José Barragán | Yamaha      | ?     |
| 2       | Luis López         | KTM         | ?     |
| 3       | Toni Elías         | Yamaha      | ?     |
| 4       | ?                  | ?           | ?     |
| 5       | ?                  | ?           | ?     |
| 6       | ?                  | ?           | ?     |
| 7       | ?                  | ?           | ?     |
| 8       | ?                  | ?           | ?     |
| 9       | ?                  | ?           | ?     |
| 10      | ?                  | ?           | ?     |

### 250cc
| Posició | Pilot              | Motocicleta | Punts |
| ------- | ------------------ | ----------- | ----- |
| 1       | Pablo Colomina     | KTM         | ?     |
| 2       | Toni Elías         | Yamaha      | ?     |
| 3       | Juan José Barragán | ?           | ?     |
| 4       | ?                  | ?           | ?     |
| 5       | ?                  | ?           | ?     |
| 6       | ?                  | ?           | ?     |
| 7       | ?                  | ?           | ?     |
| 8       | ?                  | ?           | ?     |
| 9       | ?                  | ?           | ?     |
| 10      | ?                  | ?           | ?     |

## Categories inferiors
Font:
| Campionat             | Guanyador    | Motocicleta  |
| --------------------- | ------------ | ------------ |
| Sènior 250cc          | Òscar Vallès | Yamaha / KTM |
| Júnior 125cc (Sub-21) | Josep Alonso | KTM          |
| Juvenil (Sub-16) 80cc | Josep Alonso | Derbi        |

1. ↑  El 1985, l'antic Trofeu Sènior de 250cc es va anomenar Campeonato de España de Motocross Senior 250cc i hi competiren pilots amb categoria Sènior de primer any juntament amb els de categoria Júnior